# Saúl Morales
Saúl Morales Corral (* Madrid, 3 de maio de 1974 - † Caucete, San Juan, Argentina, 28 de fevereiro de 2000) foi um ciclista espanhol.
Chegou ao ciclismo profissional em 1999, na equipa Fuenlabrada. Naquele ano o seu colega Manuel Sanroma faleceu durante a Volta à Catalunha. Três anos antes, outro corredor da Fuenlabrada, José Antonio Espinosa, morreu depois de sofrer um acidente num critério.
Morales correu a mesma sorte que os seus colegas. Em 2000, durante a Volta à Argentina, foi atropelado por um camião que acidentalmente se introduziu na estrada por onde circulava a carreira. Muitas equipas abandonaram a carreira em sinal de protesto. A morte de Morales não foi o primeiro incidente ocorrido nessa carreira. Desde então, não se voltou a organizar a Volta a Argentina.
A única vitória como profissional de Morales foi uma etapa na Volta à Venezuela de 1999.
Os seus restos mortais descansam no cemitério municipal de Leganés. A sepultura recebe numerosas visitas de aficionados ao ciclismo, que o seguem recordando como um campeão mais de três anos após o seu falecimento.

## Palmarés
- 1999
  - 1 etapa da Volta à Venezuela

## Equipas
- Fuenlabrada (1999-2000)
  - Fuenlabrada-Cafés Toscaf (1999)
  - Colchón Relax-Fuenlabrada (2000)